# Chemie in unserer Zeit
La Chemie in unserer Zeit, també coneguda com a ChiuZ, és una revista de química dirigida principalment als no professionals, però també als professors de química.

## Contingut
La Chemie in unserer Zeit intenta presentar de forma descriptiva en un llenguatge comprensible no especialitzat i mitjançant il·lustracions a color, fàcils d'entendre i de l'actualitat, temes d'investigació química. Un enfocament és la representació de coses quotidianes en un context químic. Una secció separada "Das Experiment“" tracta sobre temes escolars en particular, ja que descriu temes específics per a l'educació química. A més, hi ha una secció "Treffpunkt Forschung", on es registren els temes actuals. Una secció històrica i una secció "Kurios, Spannend, Alltägliches…“ completa el contingut.
El factor d'impacte del 2014 va ser de 0,263. Segons les estadístiques de l'ISI Web of Knowledge, la revista ocupa el lloc 148 de 157 amb aquest factor d'impacte en la categoria de química multidisciplinària.
La revista va rebre dues vegades el premi literari de Fonds der Chemischen Industrie (1979 i 2010).

## Aparició
La revista es publica en alemany des de 1967 i cada dos mesos. Publicat per Verlag Wiley-VCH, Verlag GmbH & Co. KGaA, Weinheim i és publicat per Gesellschaft Deutscher Chemiker (GDCh).